# Operation Finale
Operation Finale é um filme estadunidense de 2018 escrito por Matthew Orton e dirigido por Chris Weitz. É estrelado por Oscar Isaac (que também produziu), Ben Kingsley, Lior Raz, Mélanie Laurent, Nick Kroll e Haley Lu Richardson, e acompanha os esforços dos agentes israelenses do Mossad para capturar o ex-oficial da SS Adolf Eichmann em 1960. 
O filme foi lançado nos cinemas nos Estados Unidos em 29 de agosto de 2018 pela Metro-Goldwyn-Mayer através da Annapurna Pictures (hoje chamada United Artists Releasing) e recebeu críticas mistas.

## Elenco
- Oscar Isaac como Peter Malkin
- Ben Kingsley como Adolf Eichmann
- Lior Raz como Isser Harel
- Mélanie Laurent como Dr. Hanna Elian (baseado em Yonah Elian)
- Nick Kroll como Rafi Eitan
- Joe Alwyn como Klaus Eichmann
- Haley Lu Richardson como Sylvia Hermann
- Michael Aronov como Zvi Aharoni
- Peter Strauss como Lothar Hermann
- Ohad Knoller como Ephraim Ilani
- Greg Hill como Moshe Tabor
- Torben Liebrecht como Yaakov Gat
- Michael Benjamin Hernandez como Dani Sharlon
- Greta Scacchi como Vera Eichmann
- Allan Corduner como Gideon Hausner
- Tatiana Rodriguez como Annie Werner
- Pêpê Rapazote como Carlos Fuldner
- Simon Russell Beale como David Ben-Gurion

## Lançamento
Operation Finale estava originalmente programado para ser lançado em 14 de setembro de 2018. No entanto, em julho de 2018, o filme foi adiado para 29 de agosto de 2018, nos Estados Unidos. Foi lançado internacionalmente em 3 de outubro de 2018, pela Netflix.
O filme foi lançado em Blu-ray e Digital HD em 4 de dezembro de 2018 pela Universal Pictures Home Entertainment.

## Recepção
No Rotten Tomatoes, o filme tem uma índice de 61% aprovação com base em 135 críticas, com uma nota média de 6/10. O consenso crítico do site diz: "Operation Finale é bem intencionado, bem atuado e, em geral, divertido, mesmo que a profundidade e a complexidade dos eventos da vida real descritos possam se perder um pouco em sua dramatização". No Metacritic, o filme tem uma pontuação média ponderada de 58 de 100, com base em 33 avaliações, indicando "críticas mistas ou médias".